# Barquiña
Barquiña (Oficialmente A Barquiña) es un lugar situado en la parroquia de Barro en el municipio de Noya, provincia de La Coruña, Galicia, España. 
En 2021 tenía una población de 373 habitantes (178 hombres y 195 mujeres), siendo la tercera localidad más poblada del municipio, tras la villa de Noya y Barro. Está situada a 9 metros sobre el nivel del mar a 2,3 km de la capital municipal. Las localidades más cercanas son Cruceiro da Barquiña y Carracido.

## Topónimo
El topónimo se refiere a que era un lugar de embarque para cruzar la ría hasta la costa del municipio de Outes, más concretamente a una localidad de este municipio también llamada A Barquiña.

## Historia
La presencia de los restos de un castro en la Barquiña hace pensar que quizás fuese el primer lugar poblado del territorio municipal. Las condiciones geográficas del entorno, justo en la rivera de la ría, hacen posible que este lugar resultara atractivo para el asentamiento de la antigüedad. La Villa de Noya, inicialmente estaba situada cerca de lo que hoy es A Barquiña. 